# Zakochaj się na Święta w kolędach
Zakochaj się na Święta w kolędach – album Edyty Górniak z piosenkami świątecznymi i kolędami, wydany 22 grudnia 2008 roku nakładem Agora SA. Płyta została dołączona do „Gazety Wyborczej” jako prezent do codziennego wydania dziennika.
Za aranżację utworów odpowiedzialni byli Marcin Masecki i Dariusz Krupa, który został również producentem albumu.

## Lista utworów
Opracowano na podstawie materiału źródłowego.
1. „Jingle Bells” – 3:40
Muzyka/Słowa –James Lord Pierpont
2. „Oj, maluśki, maluśki” – 4:09
Muzyka/Słowa – kolęda ludowa pochodząca z regionu Podhala[5]
3. „Cicha noc” – 3:22
Muzyka/Słowa – Franz Xaver Gruber, Joseph Mohr, Piotr Maszyński
4. „Mizerna cicha” – 3:51
Muzyka/Słowa – Teofila Lenartowicza, Jan Gall
5. „White Christmas” – 2:16
Muzyka/Słowa – Irving Berlin
6. „Santa Claus Is Comin’ to Town” – 2:20
Muzyka/Słowa – John Frederick Coots, Haven Gillespie
7. „Jezus malusieńki” – 4:18
Muzyka/Słowa – pastorałka anonimowego autorstwa
8. „Let It Snow” – 2:42
Muzyka/Słowa – Jule Styne, Sammy Cahn
9. „Lulajże, Jezuniu” – 2:06
Muzyka/Słowa – pastorałka anonimowego autorstwa
10. „Have Yourself a Merry Little Christmas” – 6:06
Muzyka/Słowa – Hugh Martin, Ralph Blane

## Single
- Mizerna Cicha – kolęda polska do słów Teofila Lenartowicza i melodii Jana Galla była jedynym utworem promującym ten album. Do kolędy powstał teledysk w reżyserii Dariusza Szermanowicza i zdjęć Sławomira Panasewicza.

## Twórcy
- Edyta Górniak – śpiew
- Dariusz Krupa – aranżacje, nagrania, mix, produkcja
- Jacek Grąbczewski – zdjęcia
- Maciej Mazur – projekt graficzny
- Marcin Masecki – aranżacje
- Ryszard Szmit – nagrania, mix